# Garcinia lucida
Espèce
Garcinia lucida est une espèce de plantes à fleurs du genre Garcinia et de la famille des Clusiaceae présente principalement au Cameroun (où elle est parfois appelée essok) et au Gabon. C'est un arbre dont la sève est de couleur jaune.
L'espèce a été répertoriée par le naturaliste français Julien-Joseph Vesque en 1893.

## Description générale
Le Garcinia lucida est un arbre qui produit des feuilles opposées de forme elliptique et des fleurs de couleur blanche. Sa sève est de couleur jaune vif et ses fruits sont des baies de couleur verte.

## Écologie
Garcinia lucida est une espèce équatoriale, présente naturellement dans les zones tropicales d'Afrique occidentale. La plupart des spécimens de cette espèce se trouvent au Gabon, au Cameroun et dans la région continentale de la Guinée équatoriale.

## Propriétés
Au Cameroun, Garcinia lucida est considéré comme une plante médicinale. Ses graines et son écorce sont utilisées pour traiter divers troubles gastriques et intestinaux et peuvent servir d'antidote ; quant à ses feuilles, elles sont censées repousser les moustiques ainsi que les mauvais esprits.

## Utilisation
Outre les usages médicinaux décrits ci-dessus, Garcinia lucida entre dans la composition du vin de palme et de l'odontol, deux boissons alcoolisées.